# Fuerte de San Felipe de Bacalar
El Fuerte de San Felipe de Bacalar o Castillo de San Felipe de Bacalar fue un presidio novohispano del siglo XVIII situado en Bacalar,  estado de Quintana Roo, en México. 
Actualmente alberga el Museo de la Piratería de Bacalar.  

## Historia
El primer proyecto para levantar la fortificación se debe al virrey Juan de Acuña, por la amenaza expansionista inglesa procedente de la colonia de Jamaica. El castillo fue ordenado levantar en 1725 por Antonio de Figueroa y Silva, gobernador de Yucatán ante la amenaza anexionista de los ingleses instalados en Belice, integrada en la Honduras británica desde finales del siglo XVII y la sustracción o contrabando de palo de tinte por taladores o baymen ingleses. Su primera estructura corrió a cargo del capitán de origen italiano Juan Podio, y contaba con viviendas para la guarnición, almacén, capilla y zonas para la capitanía. El fuerte y sus muros fueron ampliado en 1733. En 1754 el ingeniero Juan de Dios González Dávila realizó nuevas obras de consolidación y mejora, que se completaron en 1770 para soportar el uso de artillería. Durante la guerra anglo-española de 1779 tuvo una importante relevancia, gozando de cierta autonomía para la organización de la toma de Cayo Cocina. El foso y puente levadizo de 1796 son obra de ingeniero militar Rafel Llobet, hijo de Francisco Llobet, quien también realizó trabajos en Campeche o la ciudadela de San Benito.
En 1858 fue ocupada por los Cruzo'ob durante la guerra de Castas. La fortaleza no volvió a tener uso hasta principios del siglo XX, lo que ocasionó un fuerte deterioro. 
En 1965 se instaló un museo en uno de sus baluartes. Finalmente, tras una importante remodelación, en 1983 se inauguró el Museo de la Piratería como activo turístico y cultural. 